# Società per le missioni estere della provincia di Québec
La Società per le missioni estere della provincia di Québec (in latino Societas pro missionibus exteris provinciae Quebecensis, in francese Société des missions étrangères de la province de Québec) è una società clericale di vita apostolica di diritto pontificio: i sodali della compagnia pospongono al loro nome la sigla P.M.E.

## Storia
Già François de Montmorency-Laval, primo vescovo del Canada, che aveva precedentemente contribuito alla fondazione della Società per le missioni estere di Parigi, volle che il primo seminario costruito in Québec fosse chiamato "Seminario per le missioni estere".
I primi tentativi di creare una società missionaria del Canada francofono vennero fatti nel 1889 da Edouard Charles Fabre, arcivescovo di Montréal, ma fu Louis Nazaire Bégin, arcivescovo di Québec, a portare a compimento l'opera di fondazione il 2 febbraio 1921. L'11 maggio 1921 Paul Bruchési, arcivescovò di Montréal, nominò primo superiore della società Joseph-Avila Roch, canonico cattedrale di Joliette, e il 7 settembre 1924 venne benedetto il primo seminario a Pont-Viau, presso Laval.
La prima missione affidata ai padri del Québec fu in Manciuria. La società venne canonicamente eretta da Georges Gauthier, arcivescovo di Québec, il 6 gennaio 1925; le sue costituzioni vennero approvate definitivamente dalla Santa Sede l'11 settembre 1925.

## Attività e diffusione
Giuridicamente la società dipende dalla Congregazione per l'evangelizzazione dei popoli; i membri della società si dedicano essenzialmente all'opera di evangelizzazione dei non cristiani.
Sono presenti in Africa (Kenya), nelle Americhe (Brasile, Canada, Cile, Honduras, Perù), in Asia (Cambogia, Cina, Filippine, Giappone); la sede generalizia è a Laval.
Al 31 dicembre 2008 la Società contava 12 case e 171 membri, 143 dei quali sacerdoti. Dal 2019, il superiore generale è padre Roland Laneuville, canadese.